# Лицар-бакалавр

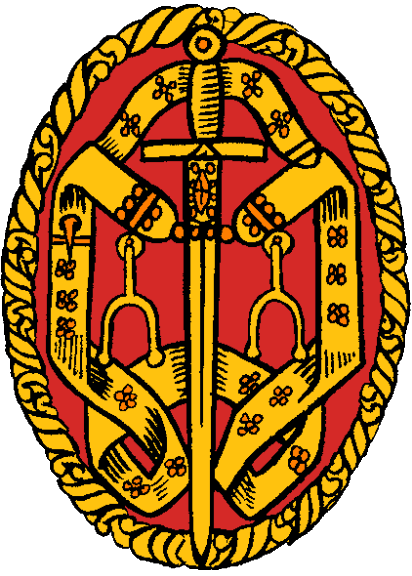
Жетон лицаря-бакалавра зразка 1926 року

Планка лицаря-бакалавра для носіння на форменій одежі

Ли́цар-бакала́вр (англ. Knight Bachelor) — у британській системі нагород і почесних звань титул людини, посвяченої монархом в лицарі, але не як учасник організованих лицарських орденів Сполученого Королівства. Титул «лицар-бакалавр» не був справжнім титулом, оскільки лицарі відносяться до нетитулованого дворянства. Пізніше, з появою орденів в Британії, почала означати лицаря, що не належить до якого-небудь ордену.
Лицарі-бакалаври відомі з часів Генріха III (XIII століття), задовго до заснування сучасних лицарських орденів (найстаріший з них, Орден Підв'язки, заснований в 1350). Титул лицаря-бакалавра дається тільки чоловікам; еквівалентне звання для жінок (Дама Ордена Британської імперії) пов'язане з нагородженням відповідним ступенем ордена Британської імперії.
Члени верховного суду Англії і Уельсу отримують титул лицарів-бакалаврів або дам Ордена Британської імперії за посадою (ex officio). Найчастіше, особистого лицарства без включення у визнані лицарські ордени удостоюються цивільні особи, особливо — люди мистецтва. Лицар-бакалавр має право на титулування «сер», бувши нагородженим молодшим ступенем лицарського ордена, що не дає такого права, або зовсім не маючи державних нагород. Наприклад, сер Пол Маккартні, будучи лише членом Ордена Британської імперії (молодший ступінь Ордена), проте має право на титулування «сер», оскільки зведений в лицарство-бакалавріат.
З 1926 лицарі-бакалаври можуть носити (а з 1974 зобов'язані носити в особливі свята) лицарський жетон. Проте, на відміну від лицарів великобританських орденів, їм не належить право на особливі букви після імені, що вказують на приналежність до конкретного лицарського ордена.
Нині титул лицар-бакалавр присуджують за видатну державну службу і означає участь у Британському особистому дворянстві, пов'язаний з правом на титул сер (Sir). Такий лицарський титул також мають сучасні видатні люди.

## Відомі лицарі-бакалаври
- Елтон Джон
- Пол Маккартні
- Ентоні Гопкінс
- Террі Пратчетт
- Ієн Маккеллен
- Алекс Фергюсон
- Шон Коннері
- Боббі Чарлтон
- Рідлі Скотт
- Крістофер Лі
- Мік Джаггер
- Андрій Гейм
- Костянтин Новоселов
- Кріс Гой
- Ісайя Берлін
- Майкл Вудрафф
- Крістофер Добсон
- Енді Маррей